# Salles (Gironde)
Salles település Franciaországban, Gironde megyében. Lakosainak száma 8128 fő (2022. január 1.). Salles Le Barp, Lugos, Belin-Béliet, Mios, Sanguinet és Le Teich községekkel határos.

## Népesség
A település népessége az elmúlt években az alábbi módon változott:
| Lakosok száma | 2916 | 3645 | 3957 | 5562 | 6514 | 6785 | 7028 | 7411 | 7646 | 8128 |
|               | 1968 | 1982 | 1990 | 2006 | 2013 | 2015 | 2017 | 2019 | 2020 | 2022 |